# Огњенка Лакићевић
Огњенка Лакићевић српска је песникиња, оснивач и вокалиста бенда Аутопарк.

## Биографија
Рођена је 1975. године у Београду, где и даље живи. Завршила је основне и мастер студије на Филолошком факултету универзитета у Београду на одсеку за енглески језик и књижевност. Прве године живота провела је са породицом у Паризу, у коме је живела све до поласка у школу.
Први бенд зове се Торнадо птице, са којим је издала један албум Прозрачно послеподне (Automatic records,1996). Аутопарк постоји од 2000. године.
Теме које је занимају су емоције, емоционална револуција, права животиња, биљке и животиње, наука, хуманост, правда, психологија, екологија, све оно што би помогло да свет буде боље место. Држи радионице за поезију од 2014.
Има неформални пројекат Б стране који није бенд и ретко ради, сачињен од музичара које спаја пријатељство, љубав према поп музици и тема усамљености у великом граду, и од 2021. године самостални пројекат под именом „Оља”.
Добитница је награде Награде Ел стајл (Elle Style Awards) за књижевност.
Са бендом Аутопарк наступала је на Егзиту, Бир фесту, Фестивалу уличних свирача у Новом Саду, Тренчтаун фестивалу у Суботици, као предгрупа бендовима Вајт лајс, Гарбиџ, као и самосталним концертима на свим релевантним местима у Београду, Новом Саду и многим другим градовима Србије.

## Дискографија
- 10 + 1 (Самиздат онлајн, 2005.)
- Осећања за понети (Мултимедиа рекордс, 2006.)
- Све даље (Самиздат, 2009.)
- Аутопакао (Одличан хрчак, 2012.)
- Новогодишњи синглови који излазе сваког 31. децембра већ читаву деценију
- У припреми је 5. албум, Ла реунион (очекивана година изласка 2022.)